# Campo Grande (Río Negro)
Campo Grande es un municipio situado en la zona del Alto Valle, en la provincia de Río Negro, Argentina. Está compuesto por cuatro núcleos urbanos llamados Villa Manzano, San Isidro, Sargento Vidal y El Labrador todos en un radio de 4 km. Últimamente se lo ha comenzado a llamar como "La Puerta del Valle" y "La Entrada al Valle" por ser el primer pueblo tras atravesar el desierto después de Catriel, así como "los pueblitos verdes" o "La gema escondida de Rio Negro" al ser un lugar con una amplia disponibilidad de espacios verdes en su zona urbana y conservar chacras aun activas en la zona rural, así como por la relativa calma y seguridad que se puede disfrutar en el mismo.

## Símbolos
El escudo del municipio surge de un concurso y fue institucionalizado el 21 de julio de 1985. Muestra al fondo un mapa de la provincia con la ubicación del municipio y un sol. Sobre estos elementos que hablan de la economía del municipio, una torre de perforación y una llama, unas ondas celestes que representan el agua, una manzana roja y una pera verde, estas últimas sostenidas por tres manos que representan las tres primeras localidades. Debajo, una cinta con el nombre del municipio y la fecha de creación del municipio.

## Geografía física

### Ubicación
El municipio está ubicado en la región conocida como Alto Valle del río Negro, que está definido por tres ríos. Campo Grande, en particular, está en el valle de margen izquierda del río Neuquén, a unos 38 km aguas arriba de la confluencia de este río con el Limay.
Administrativamente pertenece al departamento General Roca, provincia de Río Negro y está ubicado en el borde occidental de dicho departamento, por lo que es el municipio rionegrino más occidental del Alto Valle.  
Municipios limítrofes
|                                                       |                                                            |                          |
| Oeste: San Patricio del Chañar (provincia de Neuquén) |                                                            |                          |
| Sudoeste: provincia de Neuquén                        | Sur: Barda del Medio (Municipio de Contralmirante Cordero) | Sudeste: Lago Pellegrini |

### Geomorfología
El territorio del ejido puede subdividirse en tres unidades: la meseta alta y media del norte, el valle al sur y un meseta baja al este del valle, que lo separa  del Lago Pellegrini.
Las mesetas del norte son planicies que van descendiendo de manera escalonada desde una altitud de 600 m s. n. m. la alta, pasado por una zona media de 420 m s. n. m. hasta el valle. Las transiciones entre ellos son laderas de mayor pendiente. 
El valle es una planicie con una suave pendiente hacia el este partiendo de los 315 msn hasta los 300 m s. n. m. y es la zona bajo riego 
Al este del valle se levanta otra zona de meseta con una altitud de 315 m s. n. m. que separa el valle del lago Pellegrini que se ubica en una altura de 280 m s. n. m.

### Clima
No hay estaciones meteorológicas en el ejido. Por afinidad con localidades cercanas, el clima, según la calificación de Köppen, es BWk (Seco desértico frío). 

### Hidrografía
En toda la Patagonia, el gradiente de precipitaciones produce grandes ríos alóctonos. Alimentada por las abundantes lluvias de la zona cordillerana se forma una vasta red de arroyos y ríos. Esta se concentra en unos pocos y caudalosos ríos que, en las zonas de escasas precipitaciones ya fuera de la cordillera, no reciben afluentes permanentes hasta su desembocadura en el mar.
El municipio está ubicado en la margen izquierda del río Neuquén, que pertenece a la cuenca del río Negro. Naturalmente, el río tienen un régimen pluvio-nival, con doble onda de crecida. La primera se produce en invierno, coincidente con la época de mayores precipitaciones en la cordillera; y la segunda, a fines de la primavera cuando se produce el deshielo de la nieve acumulada en las altas cumbres. Los estiajes se producen en el comienzo del otoño. El Neuquén, con un caudal medio de 280 m³/s, se distingue por tener un pico de crecida de gran magnitud comparado con su volumen medio. Aguas arriba del municipio se han construido obras de regulación que han modificado sustancialmente el régimen hídrico natural.
En la zona de Campo Grande el río Neuquén tiene dirección noroeste - sudeste y su brazo principal tiene un ancho de entre 50 y 100 m con meandros y en partes, ramificado. Se encuentra recostado sobre la margen derecha del valle, es decir, que del lado neuquino el valle tiene escaso desarrollo y en su lugar hay una pendiente pronunciada hasta la meseta. Esto es una particularidad ya que unos kilómetros agua abajo, aparece un valle desarrollado del lado neuquino en el que se ubican las localidades de Vista Alegre y Centenario.
Además del río Neuquén no existen en la zona más cursos de agua superficiales permanentes, producto de las escasa precipitaciones anuales. Sin embargo, como en toda la Patagonia extra-andina, en la zona de la meseta, predominan fenómenos de tipo aluvional en cauces secos que, esporádicamente y asociadas a eventuales tormentas, transportan agua y gran cantidad de sedimentos y desde la meseta, desaguan en la llanura de los valles. En las zonas cercanas a los núcleos urbanos del municipio, la mayor parte de estos cauces desembocaban en la cuenca Vidal y hoy en el Lago Pellegrini. En las zonas de meseta alejadas, existen cauces con dirección este que desaguan en el río Negro y en el norte del ejido, hay cauces con dirección al norte que desaguan en el río Colorado.
Cuerpos de agua artificiales
El ejido de Campo Grande incluye la parte noroccidental del lago Pellegini. Era originalmente un área de depresión natural, llamada Cuenca Vidal, posiblemente excavada por erosión eólica. Entre 1912 y 1916 se construye sobre el río Neuquén, pocos kilómetros aguas abajo de Campo Grande el dique Ingeniero Ballester. El proyecto incluía un canal derivador que, en caso de crecidas extraordinarias, conduciría parte del caudal hacia la cuenca Vidal. Con las crecidas de los años 1914 y 1915 la cuenca es llenada y queda conformado el Lago Pellegrini. Su profundidad media es de 9,4 m y la máxima 18 m. Cubre 112 km² y tiene un volumen de 1,053×109 m³.

### Ecología
Según la clasificación fitogeográfica de Cabrera el municipio se encuentra dentro de la provincia fitogeográfica del Monte, distrito de llanuras y mesetas la cual está definida por una estepa arbustiva con varios estratos y muy poca cobertura donde son muy frecuentes las jarillas, alpatacos, pata de loro y chañares. 
Los ríos poseen una galería arbórea de sauce criollo. Los cambios introducidos en el régimen hidrológico por la regulación de represas, favorecen la colonización de árboles de la familia de las salicáceas sobre superficies estabilizadas a partir de la disminución de la frecuencia e intensidad de crecidas.

## Historia
Luego de la campaña militar autodenominada Conquista del Desierto que tuvo lugar entre 1878 y 1885,  enormes extensiones de tierras fueron adjudicadas a bajo precio o dadas en pago como premios, a terratenientes, políticos influyentes y militares. La zona donde se ubica el municipio de Campo Grande y el de Contralmirante Cordero fue comprada en 1884 por Bartolomé Leónidas Cordero un militar que tuvo importante cargos en la Armada Argentina. Como pasó con muchas de las tierras repartidas, Cordero no llegó utilizar ninguna de ellas. 
La construcción del dique Ingeniero Ballester (1912-1915) no implicó para la zona que hoy ocupa el municipio, un acceso al riego ya que se encuentra aguas arriba de las obras. Por este motivo, esta zona, junto con la de Chichinales (en el otro extremo del Alto Valle), fueron las últimas en ser incorporada al cultivo.  En los años 30 y 40 del siglo XX se producen las primeras subdivisiones de estas tierras. En 1943 se crea el municipio de Contralmirante Cordero que incluía administrativamente la zona de Campo Grande. Los primeros propietarios de la zona, como la familia de Pedro González y el viverista Rosauer fueron quienes idearon, implementaron y administraron su propio sistema de riego, con una bocatoma sobre el río Neuquén, construida en 1953, unos 13 km aguas arriba del gran dique. Con las obras de riego, las tierras comenzar a venderse y a entrar en producción, primero con alfalfa y vid y finalmente con árboles frutales y fueron apareciendo núcleos urbanos: En 1948 se realiza la compra del primer lote en la zona urbana de San Isidro ubicada a 2 km al norte del dique. En 1952 y a unos a unos 4,5 km al noroeste de San Isidro, es fundada Villa Manzano. En 1955, año de la provincialización de Río Negro, se funda Sargento Vidal a unos 2,5 km al noreste de San Isidro.
Poco tiempo después de la recuperación de la democracia en el país, el 26 de agosto de 1984, tiene lugar un referéndum por el cual la zona que incluye estas tres localidades se constituye en un municipio independiente del de Contralmirante Cordero. El referéndum es aprobado por el 96% del electorado. Este referéndum marco un hito a nivel nacional, ya que es uno de los pocos casos en los cuales ha sido exitoso, no solo en el país, sino en la misma provincia, ya que localidades como Las Perlas o Las Grutas buscan una municipalización como la realizada en Campo Grande desde hace tiempo, teniendo a la fecha resultados infructuosos por sus municipios cabecero.  En 1997 es reconocido institucionalmente el antiguo asentamiento irregular llamado hasta ese entonces por los lugareños como "Laguna Negra" siendo renombrado como  barrio El Labrador ubicado 2,5 km al noroeste de Villa Manzano, e incorporado como una  parte integral del municipio.

## Población
El censo 2022 arrojo 1.153 viviendas con una población estable de 3.502 habitantes en el municipio.
En el municipio de Campo Grande se identifican actualmente 4 localidades con población concentrada: Villa Manzano, Sargento Vidal, San Isidro y Barrio El Labrador. 
| Mapa interactivo del municipio. |

La siguiente tabla presenta la población para cada localidad en los últimos censos. Se observa que Barrio El Labrador aparece como localidad solo desde en el censo de 2001. Se agrega población rural dispersa.
| Año  | Localidades   | Localidades    | Localidades | Localidades | Dispersa | Total Municipio | Fuente |
| Año  | Villa Manzano | Sargento Vidal | San Isidro  | El Labrador | Dispersa | Total Municipio | Fuente |
| 2010 | 2697          | 814            | 607         | 263         | 825      | 5206            | [ 17 ] |
| 2001 | 1890          | 740            | 577         | 252         | 1112     | 4571            | [ 17 ] |
| 1991 | 1745          | 729            | 480         | -           | -        | -               | [ 18 ] |

La tasa de crecimiento demográfico del municipio con respecto al censo 2001 es 1,46%. 
El índice de masculinidad es uno de los más altos entre localidades de tamaño similar de la provincia (109%).

## Gobierno
El poder ejecutivo municipal está representado en la figura de la Presidencia del Concejo cargo que tiene una duración de 4 años, con posibilidad de solo una reelección inmediata. Los primeros en ocupar ese cargo en la década de los 80 fueron Oscar de Monte y Domingo Scetta. La tabla siguiente muestra las presidencias desde el año 1991.
| Año i | Año f | Nombre           | Partido              | Fuente |
| 1991  | 1995  | Adolfo Flores    |                      | [ 20 ] |
| 1995  | 1999  | Elsa Zapata      | PJ                   | [ 21 ] |
| 1999  | 2003  | Eduardo Altube   | UCR                  | [ 22 ] |
| 2003  | 2007  | Ariel Rivero     | PJ                   | [ 22 ] |
| 2007  | 2011  | Ariel Rivero     | FpV                  | [ 23 ] |
| 2011  | 2015  | Pedro Dantas     | FpV                  | [ 24 ] |
| 2015  | 2019  | Pedro Dantas     | FpV                  | [ 25 ] |
| 2019  | 2023  | Ariel Rivero     | El que le pagara más | [ 26 ] |
| 2023  | 2027  | Daniel Hernández | Unión por la Patria  | [ 27 ] |

## Infraestructura y servicios públicos

### Transporte

#### Infraestructura vial
La carretera más importante del municipio es la Ruta Nacional 151 que conecta San Isidro y Sargento Vidal entre sí y con otras localidades o rutas importantes importantes. La ruta tiene una dirección general norte-sur y tiene pavimento asfáltico. A continuación se mencionan las ciudades o hitos más importantes sobre esta ruta y su distancia desde San Isidro.
| Hacia el Nornoreste: - Catriel: 103 km - 25 de Mayo (La Pampa): 130 km | Hacia el Sur: - Barda del Medio y acceso a dique Ballester: 3 km - Cinco Saltos y ruta interprovincial a Centenario (Neuquén): 18 km - Cipolletti y Ruta Nacional 22: 32 km |

La siguiente ruta en importancia es la Ruta Provincial 69. Es una ruta de la red secundaria de rutas provinciales rionegrinas, tiene dirección noroeste-sudeste, una longitud de solo 8,5 km y tiene pavimento asfáltico. Conecta la ruta nacional 151 (cerca de San Isidro) con Villa Manzano y Barrio El Labrador en el límite interprovincial donde conecta con la ruta provincial 7 de Neuquén a través de la cual se accede a San Patricio del Chañar.En la actualidad, esta ruta presenta grandes signos de deterioro y deformación en la calzada debido al intensivo tránsito de Vehículos Pesado de gran porte con materiales y maquinarias para el Yacimiento de Vaca Muerta y en parte por la constante humedad que en época de cosecha mana de canales secundarios de riego que flanquean un trecho de la Ruta Provincial 69, así como los derrames de líquidos cloacales en la ruta a lo largo de todo el año que salen de caño principal de cloacas ubicado en la margen izquierda de la ruta y que cada vez tiene menos mantenimiento.

#### Servicios de transporte público
Existe un servicio de transporte público de pasajeros en autobuses brindado la empresa Pehuenche S.A. La línea que sirve el municipio une la ciudad de Neuquén y El Chañar pasado por las localidades intermedias (tanto de la provincia de Neuquén como de la de Río Negro). Hay 13 frecuencias diarias de lunes a viernes, que se reducen a la mitad los fines de semana cuando solo llegan hasta la localidad de Cinco Saltos.

### Energía
La Empresa EdERSA es la encargada de abastecer de energía electica a la localidad, como a gran parte de Río Negro, contando con una amplia red en gran parte de la localidad, estando electrificada incluso las zonas rurales de más remoto acceso. A su vez por el ejido de Campo Grande pasan diversas líneas eléctricas de Alta Tensión.
El Gas es suministrado por Camuzzi Gas del Sur S.A, sin embargo a diferencia de la electricidad, este solo esta presente en las zonas urbanas de la localidad. Lo que conlleva a que parte de la población de la localidad se calefaccione con leña u otros medios.
En el pasado la localidad supo tener hasta tres estaciones de servicio de distintas firmas, sobreviviendo hoy solo una, la cual está ubicada estratégicamente en la rotonda que hace de intersección entre la Ruta Nacional 151 y la Ruta Provincial 69. Dicha distribuidora de combustibles fósiles es la primera que los viajeros encuentran una vez entrado al Valle. La misma tiene una historia curiosa ya que a lo largo de su existencia paso por cuatro firmas distintas, sindo ampliada y modernizada por cada una. siendo de la primera a la última YPF (en su etapa estatal), EG3, Petrobras, y actualmente Puma.

### Saneamiento
A diferencia de muchas otras localidades, en Campo Grande no opera Aguas Rionegrinas, sino que la potabilización y distribución del agua está a cargo de privados pertenecientes a la "Cooperativa de Agua Potable e integrales de Villa Manzano". Si bien en el pasado esta cooperativa trabajando en conjunto con la municipalidad y gobernación lograron hitos importantes, como conseguir fondos nacionales para ampliar la red de cloacas en reiteradas ocasiones, llegando a tener al 80% de la localidad con servicios de cloacas (cuando la media en toda la provincia es de un 55%) y dar un servicio de agua aceptable; actualmente y debido a pésimas gestiones gran parte de los vecinos de Campo Grande pagan altas tarifas por un servicio deficiente, que tiene cortes constantes y cuya agua dista muchísimo de ser potable. Al mismo tiempo, se le hace un mantenimiento escaso a parte de la red cloacal, llegando a ser constantes los desbordes de aguas servidas a la vera de la Ruta provincial 69, los cuales más de una vez, al formarse lagunas en las banquinas de la ruta, son canalizados por personal de la cooperativa de agua a los canales secundarios de riego de la zona. Quien preside actualmente la "Cooperativa de Agua Potable e integrales de Villa Manzano" es Cesar Tejeda, quien en la ultima elección municipal fue candidato a intendente por LLA+PRO, quedando en último lugar. Muchos de los trabajos que esta cooperativa debería hacer son realizados por intervención del DPA, a la luz de la inacción la misma.

### Seguridad
La Policía de Rio Negro tiene a su Cargo la Comisaria 44 con sede en Villa Manzano, al mismo tiempo que posee destacamentos policiales en cada pueblo así como una brigada rural.

### Salud
En la localidad se encuentra el Hospital Área Programa “CAMPO GRANDE" ubicado en el aglomerado de Villa Manzano, el cual dispone de guardia permanente, médicos clínicos y diversas especialidades que concurren al mismo en los distintos días de la semana. A su vez,  el resto de localidades dispone de sus respectivos CAPS ( Centro de atención primaria de la salud) integrados con el hospital de Villa Manzano.
Durante la pandemia de Covid-19, el personal del Área de salud de Campo Grande trabajo de una manera ejemplar para salvaguardar la salud de la población, llegando incluso a perder parte de su personal debido al coronavirus. En la posterior vacunación se llego a vacunar a una gran parte de la población del los 4 pueblos y zona de chacras, gracias a los esfuerzos del personal de salud campograndese.

### Educación
Como en todo el país, la educación pertenece a la esfera de los estados provinciales. El Ministerio de Educación de la provincia de Río Negro agrupa las instituciones estatales y privadas reconocidas en consejos escolares. Las del municipio de Campo Grande están nucleadas en el Consejo Escolar Alto Valle Oeste I, con cabecera en Cinco Saltos. Las instituciones educativas del municipio son 14 y llegan solo hasta el nivel medio.
En nivel medio la localidad cuenta con un Colegio secundario técnico, el CET 31 que gradúa técnicos electromecánicos, y dos escuelas tipo ESRN, la ESRN 159, con especialidad en turismo y la ESRN 137 con orientación en Ciencias Naturales. Además de contar con dos secundarios nocturnos, el CEM 125 "Combatientes de Malvinas" y el CENS 25.

## Economía
Al pertenecer al Alto Valle del Río Negro, en la localidad y sus alrededores se realiza una actividad fruticultura intensiva de peras, manzanas y fruta de carozo, contando con dos galpones de empaque de empresas privadas  en su ejido (Frutas Cachorrita S.R.L en Villa Manzano y Tres Ases S.A en Sargento Vidal) y un galpón municipal el cual actualmente tiene un uso limitado. Sin embargo en las últimas décadas debido a diferentes factores políticos, sociales y generaciones una parte para nada desdeñable de las chacras de Campo Grande se han visto destinada a otros usos; como el parcelamiento para loteos privados y sociales por los cuales la localidad ha crecido tanto en este último tiempo, así como por el asentamiento de la base de empresas de servicios petroleros (Base 4 de OPS SRL) debido a su proximidad con Vaca Muerta. Un tercer destino de estas antiguas chacras frutícolas es la reconversión en plantaciones de maíz, alfalfa, verduras y hortalizas, muchas de ellas a cargo de familias de la Comunidad Boliviana que migro a este pueblo en las últimas décadas y son una parte activa de la economía local.
La localidad cuenta el Parque Industrial Multipropósito de Campo Grande reconocido a nivel nacional en el RENPI, a la vera de la Ruta Nacional 151 en cercanía a Sargento Vidal, el cual cuenta con un enorme potencial debido a la ya señalada cercanía con Vaca Muerta. El mismo fue producto de las gestiones del entonces diputado nacional Pedro Dantas, actualmente Legislador Provincial. Actualmente se han comenzado a vender terreno a distintas empresas que poco a poco comienzan a instalar sus bases allí, en gran parte debido a las facilidades logísticas que dicho parque representa.